# 栗原亮一

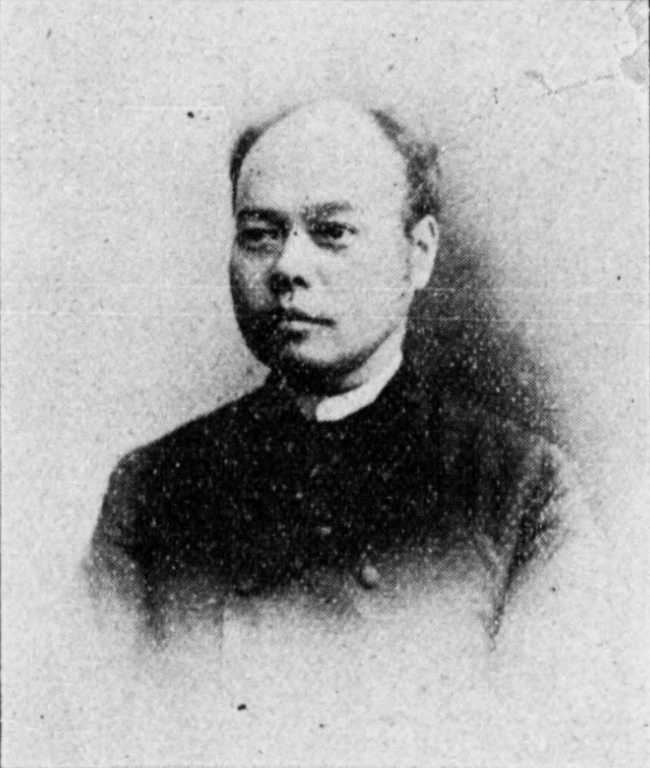
栗原亮一

栗原 亮一（くりはら りよういち、1855年5月6日（安政2年3月20日）- 1911年（明治44年）3月13日）は、明治期の日本の政治家、ジャーナリスト。衆議院議員。旧姓は中村。

## 経歴
志摩国鳥羽藩士中村武市の三男として生まれ、同藩士・栗原亮休の養子となる。藩校で漢学を修める。明治の初めに上京し同人社で学んだ。
1876年、自主社を創立し『草莽雑誌』『莽草雑誌』を刊行して政府批判を行う。自由民権運動に加わり自由党の結党に参加。『自由新聞』の主筆を務め、1882年、板垣退助の渡欧に随行した。『東雲新聞』の主筆となり、大同団結運動に加わった。
1890年7月、第1回衆議院議員総選挙において三重県第一区から出馬し当選。その後、第10回総選挙まで連続10回の当選（第2回総選挙は補欠当選）を果たした。1898年6月、第1次大隈内閣が成立し、板垣退助が内務大臣となると同大臣秘書官に就任し、さらに大蔵省参事官兼監督局長を務め、同年11月の同内閣退陣に伴い退官した。その他、日本興業銀行設立委員、南満洲鉄道設立委員を務めた。
1909年、日本製糖汚職事件で検挙され、同年5月10日に衆議院議員を辞職。同年7月3日に、東京地方裁判所第二刑事部において重禁錮5ヶ月の実刑判決が言い渡され、その後、判決を不服として控訴、上告を行ったが、同年12月17日に大審院で判決が言い渡され、上告棄却となり、実刑が確定した。これにより正五位返上を命じられ、勲四等を褫奪された。その後、皆無斉と号した。